# Ренни Харлин
Ре́нни Ха́рлин (фин. Renny Harlin; настоящее имя — Лаури Мауриц Харьола (фин. Lauri Mauritz Harjola); род. 15 марта 1959, Рийхимяки, Финляндия) — финский кинорежиссёр, актёр и продюсер.

## Биография
Ренни Харлин родился в Финляндии в семье врача и медсестры. Окончил Хельсинкский университет.
В возрасте 20 лет организовал собственную компанию для съёмок короткометражных и документальных фильмов. В 1979 году поставил свой первый фильм, короткометражный Huostaanotto, который был показан по финскому телевидению. В 1985 году переехал в США. Его первым полнометражным фильмом стал «Рождённый американцем». Фильм был запрещён к показу в Финляндии.
Харлин — самый успешный финский режиссёр Голливуда. Он известен, в первую очередь, своими экшенами. Такими как, например, «Кошмар на улице Вязов 4: Повелитель сна», «Крепкий орешек 2» и «Скалолаз». Зарекомендовал себя в Голливуде как один из основных представителей жанра экшн.

## Личная жизнь
Ренни Харлин c 18 сентября 1993 года по 21 июня 1998 года был женат на актрисе Джине Дэвис.
Харлин жил в Соединённых Штатах с середины 1980-х до 2014 года, после чего переехал в Китай.

## Режиссёрский почерк
В нескольких его работах действие фильма выпадает на зиму (Рождество) или же действие происходит в снегах: «Рождённый американцем», «Крепкий орешек 2», «Скалолаз», «Долгий поцелуй на ночь», «Охотники за разумом», «Тайна перевала Дятлова», «Безмолвные свидетели»
Также в своих работах использует подводные съёмки. В его фильмах персонажи часто оказываются в воде. В картинах «Остров Головорезов», «Глубокое синее море» действие происходит в море.

## Критика
Несмотря на режиссёрскую хватку и успех в Голливуде («Кошмар на улице Вязов 4: Повелитель сна», «Крепкий орешек 2», «Скалолаз»), Харлин не считается коммерчески успешным режиссёром. Его фильмы нередко проваливаются и выходят в ограниченном прокате. Кассовый провал «Острова головорезов» считается одним из самых «громких» в истории, компания «Carolco Pictures» после выпуска фильма обанкротилась. Также не нашли особого признания фильмы «Долгий поцелуй на ночь», «Гонщик», «Охотники за разумом», «Изгоняющий дьявола: Начало», «Сделка с дьяволом», «Чистильщик», «12 раундов», «5 дней в августе», «Тайна перевала Дятлова», «Геракл: Начало легенды».

## Фильмография
| Год  |   | Русское название                        | Оригинальное название                         | Роль                          |
| ---- | - | --------------------------------------- | --------------------------------------------- | ----------------------------- |
| 1986 | ф | Рождённый американцем                   | Born American                                 | режиссёр, сценарист, актёр    |
| 1988 | ф | Тюрьма                                  | Prison                                        | режиссёр, сценарист           |
| 1988 | ф | Кошмар на улице Вязов 4: Повелитель сна | A Nightmare on Elm Street 4: The Dream Master | режиссёр, сценарист           |
| 1990 | ф | Крепкий орешек 2                        | Die Hard 2                                    | режиссёр                      |
| 1990 | ф | Приключения Форда Фэрлейна              | The Adventures of Ford Fairlane               | режиссёр, актёр               |
| 1991 | ф | Слабая Роза                             | Rambling Rose                                 | продюсер                      |
| 1993 | с |                                         | Gladiaattorit                                 | режиссёр, продюсер, сценарист |
| 1993 | ф | Скалолаз                                | Cliffhanger                                   | режиссёр                      |
| 1994 | ф | Без слов                                | Speechless                                    | продюсер                      |
| 1995 | ф | Остров Головорезов                      | Cutthroat Island                              | режиссёр, продюсер, актёр     |
| 1996 | ф | Долгий поцелуй на ночь                  | The Long Kiss Goodnight                       | режиссёр, продюсер            |
| 1998 | ф | Судебная ошибка                         | Mistrial                                      | исполнительный продюсер       |
| 1998 | ф | Взрыв из прошлого                       | Blast from the Past                           | продюсер                      |
| 1999 | ф | Глубокое синее море                     | Deep Blue Sea                                 | режиссёр, актёр               |
| 2000 | ф | T.R.A.X.                                | T.R.A.X.                                      | режиссёр                      |
| 2001 | ф | Гонщик                                  | Driven                                        | режиссёр, продюсер, актёр     |
| 2004 | ф | Охотники за разумом                     | Mindhunters                                   | режиссёр, продюсер            |
| 2004 | ф | Изгоняющий дьявола: Начало              | Exorcist: The Beginning                       | режиссёр                      |
| 2006 | ф | Сделка с дьяволом                       | The Covenant                                  | режиссёр                      |
| 2007 | ф | Чистильщик                              | Cleaner                                       | режиссёр                      |
| 2009 | ф | 12 раундов                              | 12 Rounds                                     | режиссёр, продюсер            |
| 2010 | ф | Ловушка                                 | The Resident                                  | продюсер                      |
| 2011 | ф | 5 дней в августе                        | 5 days of august                              | режиссёр, продюсер            |
| 2013 | ф | Тайна перевала Дятлова                  | The Dyatlov Pass Incident                     | режиссёр                      |
| 2014 | ф | Геракл: Начало легенды                  | The Legend of Hercules                        | режиссёр, продюсер            |
| 2016 | ф | Отпетые напарники                       | Skiptrace                                     | режиссёр                      |
| 2018 | ф | Легенда древнего меча                   | Legend of the Ancient Sword                   | режиссёр                      |
| 2019 | ф | Безмолвные свидетели                    | Bodies at Rest                                | режиссёр                      |
| 2021 | ф | Ограбление по-джентльменски             | The Misfits                                   | режиссёр                      |
| 2024 | ф | Каменщик                                | The Bricklayer                                | режиссёр                      |
| 2024 | ф | Незнакомцы: Начало                      | The Strangers: Chapter 1                      | режиссёр                      |

## Награды и номинации
- Премия «Золотая малина» в номинации «Худший режиссёр»
  - Приключения Форда Фэрлейна (1991)
  - Остров Головорезов (1996)
  - Гонщик (2002)
  - Изгоняющий дьявола: Начало (2005)
  - Геракл: Начало легенды (2015)
- Премия «Золотая малина» в номинации «Худший фильм»
  - Скалолаз (1994)
- Премия «Сатурн» в номинации «Лучший режиссёр»
  - Кошмар на улице Вязов 4: Повелитель сна (1990)